# Kelvedon Hatch
Kelvedon Hatch is een civil parish in het bestuurlijke gebied Brentwood, in het Engelse graafschap Essex. In 2001 telde het dorp 2563 inwoners.